# Just Like a Woman (phim 2012)
Just Like a Woman (tạm dịch: "Như một phụ nữ") là một bộ phim tiếng Anh của đạo diễn Rachid Bouchareb, diễn viên Sienna Miller và Golshifteh Farahani. Câu chuyện kể về một bà nội trợ người Mỹ và một người phụ nữ Bắc Phi trong chuyến đi từ Chicago đến Santa Fe để tham gia vào một cuộc thi belly dance (Múa bụng Ả Rập). Bộ phim là một sản phẩm hợp tác giữa các hãng phim tại Pháp, Anh và Hoa Kỳ. Bouchareb dự định nó là sản phẩm đầu tiên trong bộ ba về mối quan hệ giữa Phương Tây và thế giới Ả Rập.

## Nội dung
Just like a Woman kể về câu chuyện cảm động của hai người phụ nữ, chỉ là những người quen biết nhau hơn mức bình thường, khi thoát khỏi tù túng của cuộc hôn nhân không hạnh phúc, họ bắt tay vào một cuộc hành trình tiết lộ sự khám phá dẫn tầm quan trọng và ý nghĩa thực sự của cuộc sống và tình bạn.
Mona (Golshifteh Farahani), 26 tuổi, một người nhập cư từ Bắc Phi, làm việc trong một cửa hàng tiêu dùng nhỏ tại Chicago. Cô kết hôn với Mourad, một người đàn ông yêu vợ, không dám chống đối người mẹ độc tài của mình. Mona thường bị mẹ chồng mắng mỏ vì sau năm năm chung sống với chồng, cô đã không thể có con, nó được coi là một sự xấu hổ và một điều cấm kỵ trong văn hóa của họ.
Marilyn (Sienna Miller), 29 tuổi, là nhân viên lễ tân tại một công ty sửa chữa máy tính. Hôn nhân của cô với Harvey như một sự miễn cưỡng. Điều duy nhất trong cuộc sống làm cho cô thấy hạnh phúc là lớp học múa bụng của cô, cũng là niềm đam mê của Mona. Sinh hoạt tại lớp học giống như trong một gia đình, nâng cao tinh thần và làm cho cô quên những đau khổ của cuộc sống hàng ngày của mình. Marilyn thường đến mua đồ dùng tại nơi làm việc của Mona, và họ đã trở thành bạn bè.
Một buổi sáng, mẹ chồng Mona được phát hiện đã chết trên giường. Mona biết mình đã đưa nhầm thuốc cho mẹ tối hôm trước. Nhận ra rằng cô có thể bị buộc tội ngộ sát, Mona vội vã trốn khỏi Chicago bằng xe buýt.
Marilyn bị mất việc vì suy thoái kinh tế. Khi về nhà, cô phát hiện chồng đang lừa dối mình. Không còn gì để mất, Marilyn quyết định đi đến Santa Fe để tham gia một cuộc thi (Múa bụng), hy vọng sẽ vào một công ty tổ chức biểu diễn nổi tiếng.
Mona và Marilyn gặp nhau trong một công viên ở bên cạnh của một đường cao tốc. Họ quyết định tiếp tục chuyến đi với nhau. Họ vượt qua khu đô thị, dựng lều qua đêm giữa hoang mạc. Họ kiếm được một số tiền mặt bằng vũ điệu của họ trong nhà hàng và quán bar. Tại khu vực cắm trại, họ có sự tranh chấp nhà vệ sinh công cộng với một gia đình cắm trại trên nhà di động. Marilyn bị chấn thương ở tay do hai cha con trên nhà di động hành hung. Mona đến tham dự cuộc thi dưới tên đăng ký của Marilyn O'Connor. Cô có hai phút để biểu diễn nhuần nhuyễn vũ điệu của mình và được giấy chứng nhận cuộc thi trong sự tán thưởng của giám khảo. Qua trải nghiệm khó khăn trong chuyến đi, Mona tự thấy trách nhiệm của bản thân và muốn quay lại Chicago để trình báo. Tại trạm dừng tàu trở về Chicago, Marilyn tìm gặp Mona, họ ôm nhau xúc động trong tình bạn vừa được thử thách trong chuyến đi.

## Diễn viên
- Sienna Miller vai Marilyn
- Golshifteh Farahani vai Mona
- Bahar Soomekh vai Soha
- Tim Guinee vai George
- Roschdy Zem vai Mourad
- Chafia Boudraa vai mẹ của Mourad

| - Richard Jose vai Ezhno - Jesse Harper vai Harvey - Sayed Badreya vai Tarek - Usman Ally vai Ousman - Doug James vai cha của George - Deanna Dunagan vai mẹ của George Ngân sách của bộ phim bao gồm 2 triệu euro. Bộ phim được quay trong các đô thị của Chicago và trong tiểu bang New Mexico. Với bộ phim của phần thứ hai của bộ ba này, một thể loại phim bạn thân: "Belleville Cop", Rachid Bouchareb bắt đầu trong năm 2012. Phần thứ ba, tiêu đề chưa được biết đến, được sản xuất dưới sự chỉ đạo của ông. 1. 2. 3. 4. 5. |